# Чемпионат СССР по хоккею с шайбой 1954/1955
Девятый чемпионат СССР по хоккею с шайбой был разыгран с 28 ноября 1954 года по 7 февраля 1955 года. Победителем стал ЦСК МО.

## Класс «А»
К играм в классе «А» были допущены 7 сильнейших команд прошлого сезона, 2 лучшие команды прошлогоднего класса «Б», и, вместо занявшей восьмое место команды «Динамо» Ленинград, расформированной по окончании сезона, чемпион Ленинграда «Авангард». Команда занявшая последнее место переходила в второй дивизион. 

Игры первого круга (кроме двух перенесённых на январь) прошли с 28 ноября по 14 декабря в Челябинске (33 встречи) и Новосибирске (10 встреч с 28 ноября по 4 декабря), игры второго круга с 29 декабря в Москве (21), Ленинграде (10), Риге (5), Горьком (5) и Электростали (6). 

Как и в прошлом чемпионате, победитель проиграл только одни матч. Команда ЦСК МО спустя 5 лет вернула себе звание чемпиона. «Крылья Советов» после трёх бронзовых медалей впервые взяли серебро. «Динамо» Москва оказался единственный призёром, потерявшем очки в играх с другими командами. 

«Торпедо», набрав меньше всех очков, должно было перейти в класс «Б», но, из-за очередного расширения класса «А», осталось в сильнейшем дивизионе.
| М  | Команда                        | 1         | 2         | 3         | 4        | 5        | 6        | 7        | 8        | 9         | 10        | И  | В  | Н | П  | Ш      | О  |
| -- | ------------------------------ | --------- | --------- | --------- | -------- | -------- | -------- | -------- | -------- | --------- | --------- | -- | -- | - | -- | ------ | -- |
|    | ЦСК МО                         | -         | 2:0 2:1   | 1:2 3:0   | 15:3 6:0 | 12:1 3:2 | 8:1 15:0 | 6:2 6:0  | 7:1 17:1 | 13:2 14:0 | 9:0 3:0   | 18 | 17 | 0 | 1  | 142-16 | 34 |
|    | «Крылья Советов» Москва        | 0:2 1:2   | -         | 4:1 3:4   | 7:2 6:1  | 4:0 9:1  | 8:1 10:0 | 15:0 4:0 | 15:2 8:2 | 13:0 12:1 | 8:3 16:4  | 18 | 15 | 0 | 3  | 143-26 | 30 |
|    | «Динамо» Москва                | 2:1 0:3   | 1:4 4:3   | -         | 7:2 5:1  | 0:0 6:1  | 8:2 5:0  | 10:1 6:4 | 2:2 8:0  | 11:0 9:2  | 17:1 10:0 | 18 | 14 | 2 | 2  | 111-27 | 30 |
| 4  | «Авангард» Челябинск           | 3:15 0:6  | 2:7 1:6   | 2:7 1:5   | -        | 3:3 3:1  | 3:5 7:3  | 6:3 +:-  | 4:1 2:3  | 4:2 4:0   | 2:4 12:2  | 18 | 8  | 1 | 9  | 59-73  | 17 |
| 5  | «Даугава» Рига                 | 1:12 2:3  | 0:4 1:9   | 0:0 1:6   | 3:3 1:3  | -        | 2:3 5:2  | 2:1 +:-  | 1:3 6:2  | 9:1 3:3   | 2:2 3:0   | 18 | 6  | 4 | 8  | 42-57  | 16 |
| 6  | Клуб им. К.Маркса Электросталь | 1:8 0:15  | 1:8 0:10  | 2:8 0:5   | 5:3 3:7  | 3:2 2:5  | -        | 3:4 5:6  | 3:3 1:1  | 6:2 4:4   | 4:3 5:2   | 18 | 5  | 3 | 10 | 48-96  | 13 |
| 7  | ДО Ленинград                   | 2:6 0:6   | 0:15 0:4  | 1:10 4:6  | 3:6 -:+  | 1:2 -:+  | 4:3 6:5  | -        | 8:3 4:5  | 5:2 4:6   | 5:3 8:3   | 18 | 6  | 0 | 12 | 55-85  | 12 |
| 8  | «Авангард» Ленинград           | 1:7 1:17  | 2:15 2:8  | 2:2 0:8   | 1:4 3:2  | 3:1 2:6  | 3:3 1:1  | 3:8 5:4  | -        | 3:8 3:3   | 4:3 2:8   | 18 | 4  | 4 | 10 | 41-108 | 12 |
| 9  | «Динамо» Новосибирск           | 2:13 0:14 | 0:13 1:12 | 0:11 2:9  | 2:4 0:4  | 1:9 3:3  | 2:6 4:4  | 2:5 6:4  | 8:3 3:3  | -         | 4:5 4:3   | 18 | 3  | 3 | 12 | 44-125 | 9  |
| 10 | «Торпедо» Горький              | 0:9 0:3   | 3:8 4:16  | 1:17 0:10 | 4:2 2:12 | 2:2 0:3  | 3:4 2:5  | 3:5 3:8  | 3:4 8:2  | 5:4 3:4   | -         | 18 | 3  | 1 | 14 | 46-118 | 7  |

### Лучшие бомбардиры
1. Алексей Гурышев («Крылья Советов» Москва) – 41 шайба
2. Александр Уваров («Динамо» Москва) – 27 шайб
3. Всеволод Бобров (ЦСК МО) – 25 шайб
4. Николай Хлыстов («Крылья Советов» Москва) – 20 шайб

### Факты чемпионата

#### Переходы
- Константин Локтев и Михаил Рыжов сменили ДО Ленинград на ЦСК МО
- ЦСК МО покинул Владимир Новожилов («Динамо» Москва)
- лучшие нападающие Клуба им. К.Маркса Владимир Гребенников и Виктор Пряжников перешли в «Крылья Советов»

#### Результаты матчей
Самые крупные счета были зафиксированы в матчах ЦСК МО с ленинградским «Авангардом» и московского «Динамо» с «Торпедо» – 17-1. Матч «Крыльев Советов» с «Торпедо» стал самым результативным – 16-4. Наименее результативным стал матч между московским «Динамо» и «Даугавой» – команды не забросили ни одной шайбы.

#### Отмена результатов матчей
В матчах 11 и 14 января ДО Ленинград обыграл челябинский «Авангард» (3-1) и «Даугаву» (5-2). Результаты этих матчей были аннулированы, а победителю защитаны технические поражения. Причина – игра за ленинградскую команду Михаила Рыжова, вернувшегося в межсезонье в ЦСК МО и уже сыгравшего за армейцев столицы несколько матчей.

В результате эти «поражения» отбросили армейцев Ленинграда с 4 на 7 место в турнирной таблице.

#### Переименования
ДСО «Крылья Советов» и ДСО «Зенит» вновь разделились ещё в декабре 1953 года, и если прошлый сезон команда, представляющая авиационную промышленность, доигрывала как «Зенит», то в этом ей вернули привычное название. 

Также, спустя 3 года, вновь изменилось название команды московских армейцев, на этот раз на ЦСК МО – Центральный спортивный клуб Министерства обороны.

## Класс «Б»
Первоначально чемпионат планировалось провести в декабре в Березниках, второй этап с 15 по 23 января в Воскресенске. В итоге турнир состоялся только в феврале-марте, в перерыве розыгрыша Кубка СССР, связанного с участием сборной в чемпионате мира.

Право бороться за путёвку в класс «А» получили:
- выбывшее из класс «А» в прошлом сезоне свердловское «Динамо»
- прошлогодние участники класса «Б» «Динамо» Таллин, «Спартак» Свердловск, СК им. Свердлова Молотов, СК им. Сталина Молотов
- чемпионы РСФСР прошлого и текущего (закончился 20 февраля) сезонов «Химик» Воскресенск и «Крылья советов» Новосибирск, серебряный призёр чемпионатов РСФСР этих сезонов «Шахтёр» Бобрик-Донской
- обладатель Кубка Москвы «Спартак»
- чемпион УССР «Зенит» Киев[укр.] [1]
- «Наука» Челябинск (3-е место в 5-й зоне прошлогоднего чемпионата РСФСР) и «Красная звезда» Краснокамск

### Первый этап

#### 1-я подгруппа
Встречи прошли с 27 февраля по 5 марта в Краснокамске.
| М | Команда                      | 1    | 2   | 3   | 4   | 5    | 6    | И | В | Н | П | Ш     | О |
| - | ---------------------------- | ---- | --- | --- | --- | ---- | ---- | - | - | - | - | ----- | - |
| 1 | «Шахтёр» Бобрик-Донской      | -    | 7:1 | 3:3 | 7:3 | 6:1  | 17:3 | 5 | 4 | 1 | 0 | 40-11 | 9 |
| 2 | «Спартак» Свердловск         | 1:7  | -   | 4:1 | 9:2 | 7:2  | 7:1  | 5 | 4 | 0 | 1 | 28-13 | 8 |
| 3 | «Спартак» Москва             | 3:3  | 1:4 | -   | 9:2 | 3:2  | в:п  | 5 | 3 | 1 | 1 | ?-?   | 7 |
| 4 | «Красная звезда» Краснокамск | 3:7  | 2:9 | 2:9 | -   | 3:2  | 8:3  | 5 | 2 | 0 | 3 | 18-30 | 4 |
| 5 | «Наука» Челябинск            | 1:6  | 2:7 | 2:3 | 2:3 | -    | 11:1 | 5 | 1 | 0 | 4 | 18-20 | 2 |
| 6 | «Зенит» Киев                 | 3:17 | 1:7 | п:в | 3:8 | 1:11 | -    | 5 | 0 | 0 | 5 | ?-?   | 0 |

#### 2-я подгруппа
Встречи прошли с 27 февраля по 5 марта в Молотове.
| М | Команда                      | 1   | 2   | 3   | 4   | 5   | 6   | И | В | Н | П | Ш     | О |
| - | ---------------------------- | --- | --- | --- | --- | --- | --- | - | - | - | - | ----- | - |
| 1 | «Химик» Воскресенск          | -   | 5:2 | 3:3 | 4:1 | 7:0 | 1:1 | 5 | 3 | 2 | 0 | 20-7  | 8 |
| 2 | «Крылья советов» Новосибирск | 2:5 | -   | 4:3 | 5:4 | 3:1 | 7:2 | 5 | 4 | 0 | 1 | 21-15 | 8 |
| 3 | СК им. Свердлова Молотов     | 3:3 | 3:4 | -   | 5:2 | 7:1 | 4:0 | 5 | 3 | 1 | 1 | 22-10 | 7 |
| 4 | «Динамо» Таллин              | 1:4 | 4:5 | 2:5 | -   | 5:5 | 2:1 | 5 | 1 | 1 | 3 | 14-20 | 3 |
| 5 | «Динамо» Свердловск          | 0:7 | 1:3 | 1:7 | 5:5 | -   | 4:3 | 5 | 1 | 1 | 3 | 11-25 | 3 |
| 6 | СК им. Сталина Молотов       | 1:1 | 2:7 | 0:4 | 1:2 | 3:4 | -   | 5 | 0 | 1 | 4 | 7-18  | 1 |

### Второй этап

#### За 1-6 места
Встречи прошли с 7 по 13 марта в Молотове.

Единственную путёвку в класс «А» завоевал свердловский «Спартак». Но, в связи с расширением класса «А» сразу на 5 участников, право выступать в высшем дивизионе получили также воскресенский «Химик» и московский «Спартак»
| М | Команда                      | 1    | 2   | 3   | 4    | 5   | 6    | И | В | Н | П | Ш     | О |
| - | ---------------------------- | ---- | --- | --- | ---- | --- | ---- | - | - | - | - | ----- | - |
| 1 | «Спартак» Свердловск         | -    | 4:3 | 6:3 | 10:2 | 2:2 | 1:1  | 5 | 3 | 2 | 0 | 23-11 | 8 |
| 2 | «Химик» Воскресенск          | 3:4  | -   | 3:3 | 6:0  | 2:1 | 6:1  | 5 | 3 | 1 | 1 | 20-9  | 7 |
| 3 | «Крылья советов» Новосибирск | 3:6  | 3:3 | -   | 3:1  | 2:1 | 2:7  | 5 | 2 | 1 | 2 | 13-18 | 5 |
| 4 | «Спартак» Москва             | 2:10 | 0:6 | 1:3 | -    | 9:1 | 10:2 | 5 | 2 | 0 | 3 | 22-22 | 4 |
| 5 | СК им. Свердлова Молотов     | 2:2  | 1:2 | 1:2 | 1:9  | -   | 6:3  | 5 | 1 | 1 | 3 | 11-18 | 3 |
| 6 | «Шахтёр» Бобрик-Донской      | 1:1  | 1:6 | 7:2 | 2:10 | 3:6 | -    | 5 | 1 | 1 | 3 | 14-25 | 3 |

#### За 7-12 места
Встречи прошли с 7 по 13 марта в Краснокамске.
| М  | Команда                      | 7    | 8   | 9   | 10   | 11  | 12  | И | В | Н | П | Ш     | О  | Примечания       |
| -- | ---------------------------- | ---- | --- | --- | ---- | --- | --- | - | - | - | - | ----- | -- | ---------------- |
| 7  | СК им. Сталина Молотов       | -    | 3:2 | 2:1 | 10:2 | 6:1 | в:п | 5 | 5 | 0 | 0 | ?-?   | 10 | Расформирование  |
| 8  | «Динамо» Таллин              | 2:3  | -   | 4:2 | 1:3  | 9:7 | 6:1 | 5 | 3 | 0 | 2 | 22-16 | 6  | Отказ от участия |
| 9  | «Наука» Челябинск            | 1:2  | 2:4 | -   | в:п  | 5:4 | в:п | 5 | 3 | 0 | 2 | ?-?   | 6  |                  |
| 10 | «Красная звезда» Краснокамск | 2:10 | 3:1 | п:в | -    | 5:5 | 6:3 | 5 | 2 | 1 | 2 | ?-?   | 5  |                  |
| 11 | «Динамо» Свердловск          | 1:6  | 7:9 | 4:5 | 5:5  | -   | 5:2 | 5 | 1 | 1 | 3 | 22-27 | 3  | Расформирование  |
| 12 | «Зенит» Киев                 | п:в  | 1:6 | п:в | 3:6  | 2:5 | -   | 5 | 0 | 0 | 5 | ?-?   | 0  |                  |